# Lilla Abborrtjärnen (Sätila socken, Västergötland)
Lilla Abborrtjärnen är en sjö i Marks kommun i Västergötland och ingår i Rolfsåns huvudavrinningsområde.